# Clydonella
Clydonella – rodzaj ameb należących do supergrupy Amoebozoa w klasyfikacji Cavaliera-Smitha.
Do rodzaju należą następujące gatunki:
- Clydonella rosenfieldi Sawyer, 1975
- Clydonella sindermanni Sawyer,1975
- Clydonella vivax Schaeffer, 1926
- Clydonella wardi Sawyer, 1975